# Marly (Friburgo)
Marly é uma comuna da Suíça, no Cantão Friburgo, com cerca de 7.411 habitantes. Estende-se por uma área de 7,68 km², de densidade populacional de 965 hab/km². Confina com as seguintes comunas: Arconciel, Ependes, Friburgo (Fribourg/Freiburg im Üechtland), Hauterive, Pierrafortscha, Villarsel-sur-Marly, Villars-sur-Glâne.
A língua oficial nesta comuna é o Francês.